# Hayden McCormick
Hayden McCormick (Cambridge, 1 de enero de 1994) es un ciclista neozelandés.

## Palmarés
2018
- 2.º en el Campeonato de Nueva Zelanda en Ruta
- New Zealand Cycle Classic[1]

2019
- 3.º en el Campeonato de Nueva Zelanda Contrarreloj

2020
- Gravel and Tar Classic[2]

## Equipos
- ONE Pro Cycling (2016-2018)
- Team BridgeLane (2019)
- Black Spoke Pro Cycling[3] (2020-2021)
  - Black Spoke Pro Cycling Academy (2020)
  - Black Spoke Pro Cycling (2021)[4]
- MitoQ-NZ Cycling Project (2022)